# Behruzi Khojazoda
Behruzi Khojazoda (11 de janeiro de 1995) é um judoca tajique. Competiu nos Jogos Olímpicos de Verão de 2024 em Paris. Foi eliminado na primeira fase pelo canadense Arthur Margelidon.
Foi medalha de bronze no Grand Slam de Ekaterinburg em 2019. Foi medalha de bronze no Campeonato do Mundo de Sambo em Bucareste, em 2018. Ganhou o título mundial do Campeonato do Mundo de Sambo em Sochi, em 2017. Conquistou uma medalha de prata no Grande Prémio de Tashkent, em 2019. Conquistou a prata no Grande Prémio de Dushanbe, em 2023. Conquistou uma medalha de prata no IJF Masters em 2023, em Budapeste. Conquistou a prata no Grand Slam de Dushanbe, em 2024.